# Диатта, Бадара
Бадара Диатта (фр. Badara Diatta; род. 2 августа 1969, Зигиншор) — сенегальский футбольный арбитр. Он судил футбольные матчи на Летних Олимпийских играх 2008 года в Пекине.
Известно, что Бадара Диатта судил матч Камерун — Судан 27 марта 2005 года, тогда был зафиксирован счёт 2:1 в пользу хозяев поля (Камерун). Тогда этот арбитр показал две жёлтых карточки одному игроку, которые автоматически превратились в красную карточку. Матч проходил в Яунде на стадионе «Ахмаду Ахиджо» при 30 тысячах зрителей.
Владеет тремя языками: английским, французским и волоф.